# Boderne (Åker Sogn)
 For alternative betydninger, se Boderne. (Se også artikler, som begynder med Boderne)
Boderne er et fiskerleje på Bornholms syd-øst kyst ca 5 km syd for Aakirkeby. Boderne havn er en lille privat havn med få gæstepladser. 
Ved Boderne er der mange sommerhuse og også restaurant, café og ishus. Det er også her den store tøjbutik Pia Stærmose er beliggende.
For enden af stranden ved Boderne starter det militære øvelsesområde Raghammer, som dog kun sjældent bruges i højsæsonen. I så fald er området lukket.
55°01′24″N 14°54′31″Ø / 55.0233°N 14.9086°Ø